# Titularbistum Bosana
Bosana ist ein Titularbistum der römisch-katholischen Kirche. 
Es geht zurück auf einen untergegangenen Bischofssitz in der gleichnamigen antiken Stadt, die in der Römischen Provinz Arabia lag. Der Bischofssitz war der Kirchenprovinz Bostra zugeordnet.
| Titularbischöfe von Bosana |                   |                                       |                |                 |
| Nr.                        | Name              | Amt                                   | von            | bis             |
| 1                          | John Henry Tihen  | emeritierter Bischof von Denver (USA) | 6. Januar 1931 | 14. Januar 1940 |
| 2                          | Vincentas Brizgys | Weihbischof in Kaunas (Litauen)       | 2. April 1940  | 23. April 1992  |